# Księga Sawy

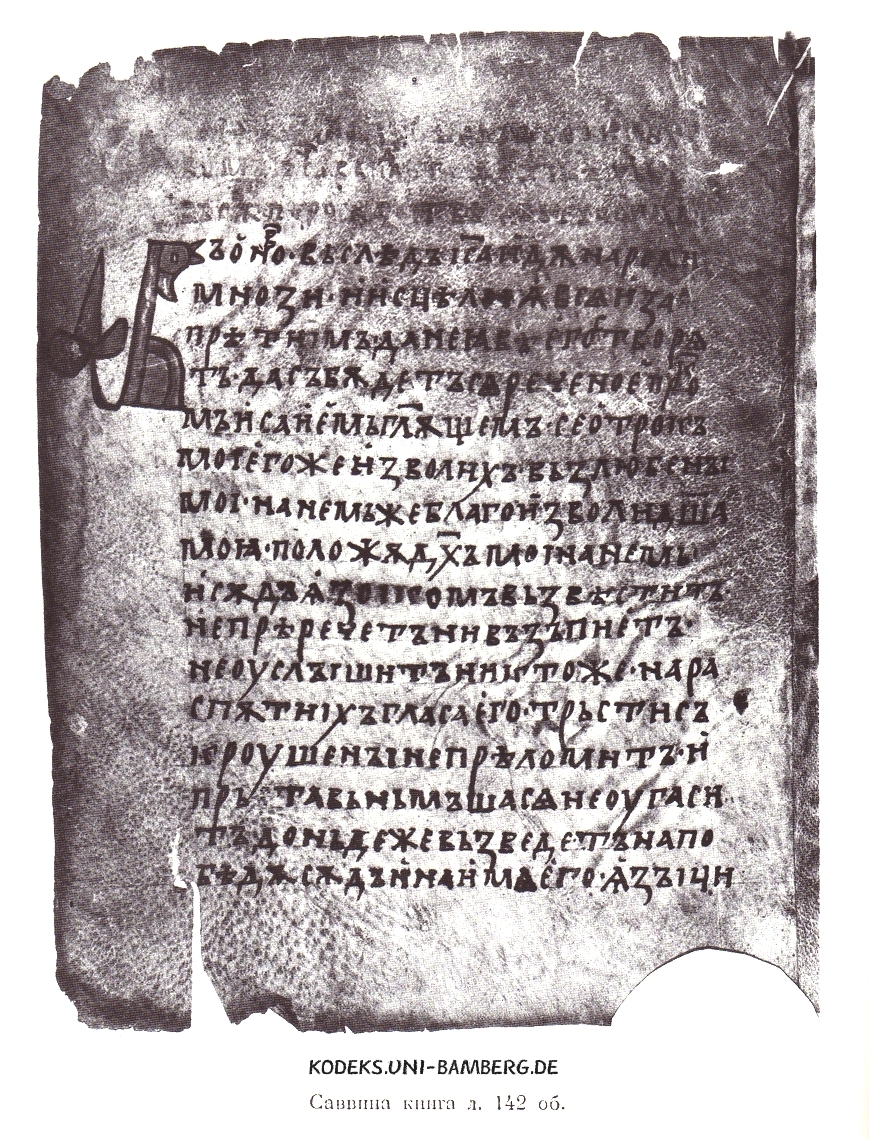
Karta z Księgi Sawy

Księga Sawy – pisany cyrylicą manuskrypt z XI wieku, zawierający ewangeliarz w języku staro-cerkiewno-słowiańskim. Sporządzony został na terenie Bułgarii, prawdopodobnie jako odpis wcześniejszego tekstu głagolickiego. 
Manuskrypt jest niekompletny, do czasów współczesnych zachowało się z niego 129 kart. Obecnie Księga przechowywana jest w Rosyjskim Państwowym Archiwum Akt Dawnych w Moskwie. Swoją nazwę zawdzięcza popowi Sawie, który podpisał się na karcie 49 jako autor rękopisu.
Manuskrypt został odnaleziony w 1866 roku w Monasterze Seredkinskim koło Pskowa przez Izmaiła Sriezniewskiego, który w 1868 roku wydał jego tekst. Wydanie krytyczne ogłosił w 1903 roku w Petersburgu Wiaczesław Szczepkin; w 1959 zostało ono przedrukowane w Grazu metodą fototypiczną.